# Denmark (Wisconsin)
Denmark és una població dels Estats Units a l'estat de Wisconsin. Segons el cens del 2000 tenia 1.958 habitants.

## Demografia
Segons el cens del 2000, Denmark tenia 1.958 habitants, 801 habitatges, i 523 famílies. La densitat de població era de 510,8 habitants per km².
Dels 801 habitatges en un 34,2% hi vivien nens de menys de 18 anys, en un 49,6% hi vivien parelles casades, en un 11,1% dones solteres, i en un 34,6% no eren unitats familiars. En el 29,3% dels habitatges hi vivien persones soles el 14,6% de les quals corresponia a persones de 65 anys o més que vivien soles. El nombre mitjà de persones vivint en cada habitatge era de 2,42 i el nombre mitjà de persones que vivien en cada família era de 3,05.
Per edats la població es repartia de la següent manera: un 27,3% tenia menys de 18 anys, un 8,4% entre 18 i 24, un 29,7% entre 25 i 44, un 19,3% de 45 a 60 i un 15,3% 65 anys o més.
L'edat mediana era de 36 anys. Per cada 100 dones de 18 o més anys hi havia 87,5 homes.
La renda mediana per habitatge era de 38.894 $ i la renda mediana per família de 48.214 $. Els homes tenien una renda mediana de 34.952 $ mentre que les dones 25.000 $. La renda per capita de la població era de 18.301 $. Aproximadament el 4,6% de les famílies i el 5,6% de la població estaven per davall del llindar de pobresa.

## Poblacions més properes
El següent diagrama mostra les poblacions més properes.